# Fetlar Airport
Fetlar Airport är en flygplats i Storbritannien.   Den ligger i kommunen Shetlandsöarna och riksdelen Skottland, i den norra delen av landet, 1 000 km norr om huvudstaden London. Fetlar Airport ligger 53 meter över havet. Den ligger på ön Fetlar.
Terrängen runt Fetlar Airport är platt.